# جيم دونالد
جيم دونالد (بالإنجليزية: James George Donald)‏ هو لاعب اتحاد الرغبي وفلاح نيوزيلندي، ولد في 4 يونيو 1898، وتوفي في 29 أغسطس 1981.